# Giorgi Nadiradze
Giorgi Nadiradze (gruz. გიორგი ნადირაძე; ur. 25 września 1987 w Tbilisi) – gruziński kolarz, olimpijczyk, wielokrotny mistrz Gruzji.

## Igrzyska Olimpijskie 2012
Giorgi Nadiradze zadebiutował na letnich igrzyskach olimpijskich w 2012, w Londynie. Wystąpił jedynie w wyścigu ze startu wspólnego. Rywalizacji nie ukończył.

## Mistrzostwa Gruzji
Nadiradze jest siedmiokrotnym medalistą mistrzostw Gruzji w kolarstwie szosowym, w tym pięciokrotnie złotym. Pierwsze krajowe mistrzostwo zdobył w 2010 roku w wyścigu ze startu wspólnego. Sukces powtórzył w 2011 i 2012 r., zdobywając złote medale także jeździe indywidualnej na czas. W 2012 i 2013 zajmował drugie miejsca na mistrzostwach Gruzji w kolarstwie górskim.

## Najważniejsze osiągnięcia
2007
- 3. miejsce w klasyfikacji generalnej Tour of Mevlana (Turcja); 2. miejsce na 1. etapie

2008
- Taftan Tour (Iran); 3. miejsce na 3. etapie, 3. miejsce na 4. etapie

2010
- Tour of Trakya (Turcja); 4. miejsce na 3. etapie
- 1. miejsce na mistrzostwach Gruzji w kolarstwie szosowym (wyścig ze startu wspólnego)
- 10. miejsce w klasyfikacji generalnej International Paths of Victory Tour (Turcja); 3. miejsce na 4. etapie
- Tour of Marmara (Turcja); 4. miejsce na 3. etapie

2011
- 1. miejsce na mistrzostwach Gruzji w kolarstwie szosowym (jazda indywidualna na czas)
- 1. miejsce na mistrzostwach Gruzji w kolarstwie szosowym (wyścig ze startu wspólnego)

2012
- 1. miejsce na mistrzostwach Gruzji w kolarstwie szosowym (jazda indywidualna na czas)
- 1. miejsce na mistrzostwach Gruzji w kolarstwie szosowym (wyścig ze startu wspólnego)
- 2. miejsce na mistrzostwach Gruzji w kolarstwie górskim (cross-country)

2013
- 3. miejsce na mistrzostwach Gruzji w kolarstwie szosowym (jazda indywidualna na czas)
- 2. miejsce na mistrzostwach Gruzji w kolarstwie szosowym (wyścig ze startu wspólnego)
- 2. miejsce na mistrzostwach Gruzji w kolarstwie górskim (cross-country)